# Sagnet om regnormen Kurt og Arken i Parken
"Sagnet om regnormen Kurt og Arken i Parken" er en sang af den danske gruppe Shu-bi-dua og er fra deres andet album, Shu-bi-dua 2. Sangen er et rock and roll-nummer og melodien er lånt og sammensat af The Beach Boys' "Surfin' USA", "I Get Around" og Chuck Berrys "Sweet Little Sixteen". Teksten omhandler datidens (1975) hippier og beskriver dem humoristisk med linjer som "jeg kender en-dianer, der bor på Østerbro, og der er fler' end du aner, de går rundt i sko" samt "og nu slår de sig ned på den venstre bred, og fyrer en fed og sir' her er fred".
Michael Hardinger har fortalt, at der kun var få spor at optage på i midthalvfjerdserne, så Bundesen og han var nødt til at synge i samme mikrofon under sangduetterne. Resultatet var derfor ikke teknisk optimalt, ifølge Hardinger.

## Udgivelsen
"Sagnet om regnormen Kurt og Arken i Parken" udkom sammen med 2'eren i maj 1975 og blev næsten øjeblikkeligt populær hos gruppens fans. Siden har sangen ikke været spillet i udpræget grad af Shu-bi-dua, og den hører ikke til blandt bandets helt store hits, men den regnes som et klassisk eksempel på gruppens skæve og kringlede tekstunivers.

## Medvirkende
- Michael Bundesen: Sang
- Michael Hardinger: Sang, guitar, kor
- Claus Asmussen: Guitar, kor
- Jens Tage Nielsen: Klaver, el-orgel, kor
- Bosse Hall Christensen: trommer, kor
- Niels Grønbech: Bas